# مرصد لاس كامباناس

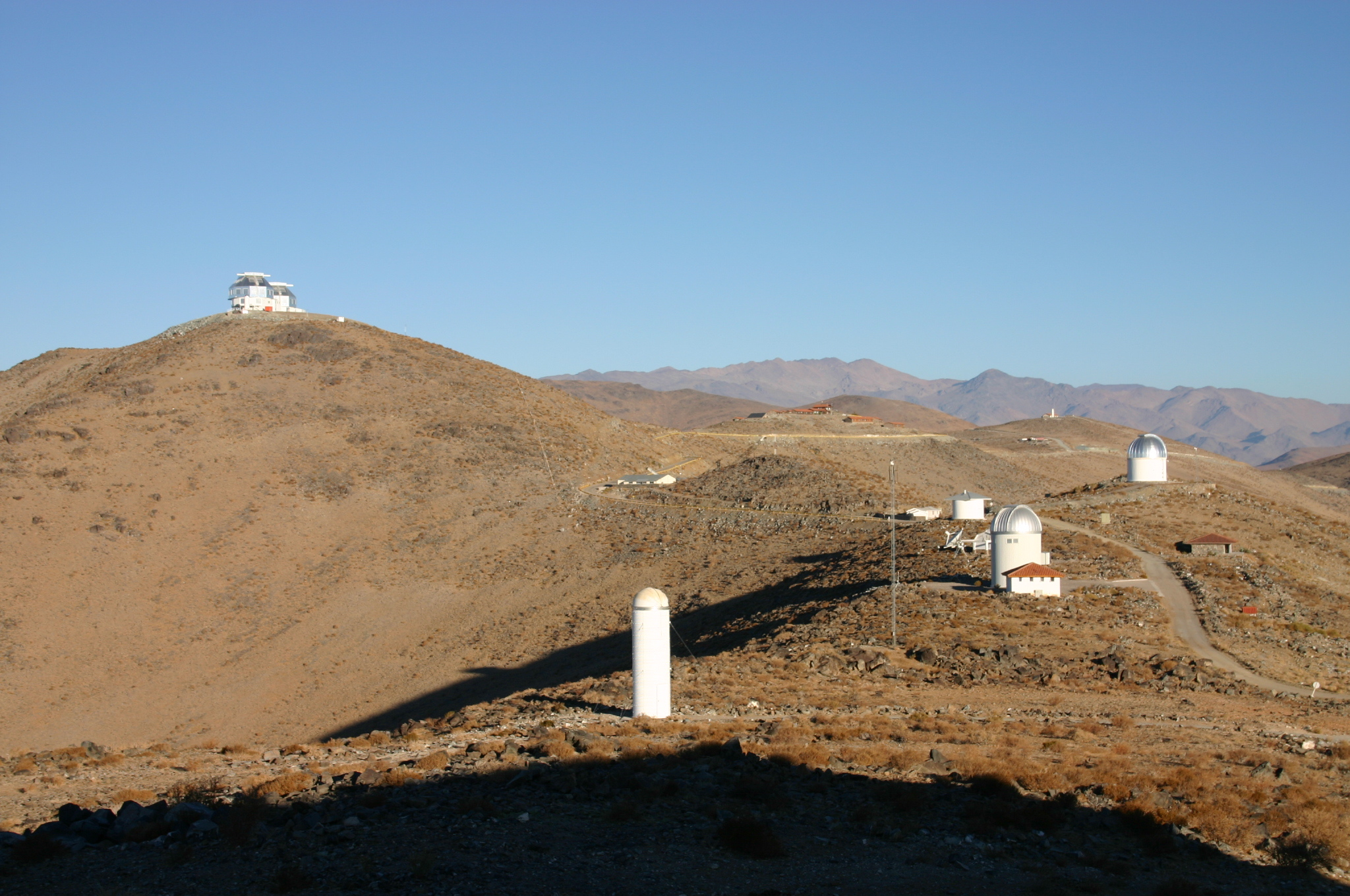
مرصد لاس كامباناس في تشيلي.

مرصد لاس كامباناسLas-Campanas-Observatorium
هو مرصد فلكي ينتمي إلى ويقوم بإدارته مؤسسة كارنغي للعلوم. يقع المرصد على مقربة من مدينة لا سيرينا بتشيلي. وقد تم اختيار هذاالموقع للمرصد لمناسبة ظروفه الطقسية للرصد الفلكي: فهو يوجد على ارتفاع 2.380 متر وبعيدا عن السحب ويسمح خلال 300 يوم في السنة بسماء صافية للقيام برصد السماء ودراستها.
ينتمي إلى المرصد عدد من تلسكوبات المرايا. وأكبر تجهيزاته تلسكوب ماجلان ذو مرآة بقطر 5و6 متر. ويوجد بحانبه تلسكوب مرآة أخر وهو «إريني دي بونت» ذو مرآة 5و2 متر وكذلك تلسكوب «هنريتا هيل سووبي» وهو تلسكوب بقطر 0و1 متر؛ ويتميز هذا تاتلسكوب الأخير باتساع زاوية رؤياه حيث تبلغ 2° ، يمكن زيادة اتساع حقل رؤيتة بتوصيله بمرآة ثانوية بقطر 25 سنتيمتروتلسكوب تصحيح من نوع Gascoigne-Korrektor.
لا يزال تلسكوب ماجلان الكبير في مرحلة التشييد، وبعد إتمام بنائه سيصبح أكبر تلسكوب ضوئي في العالم.

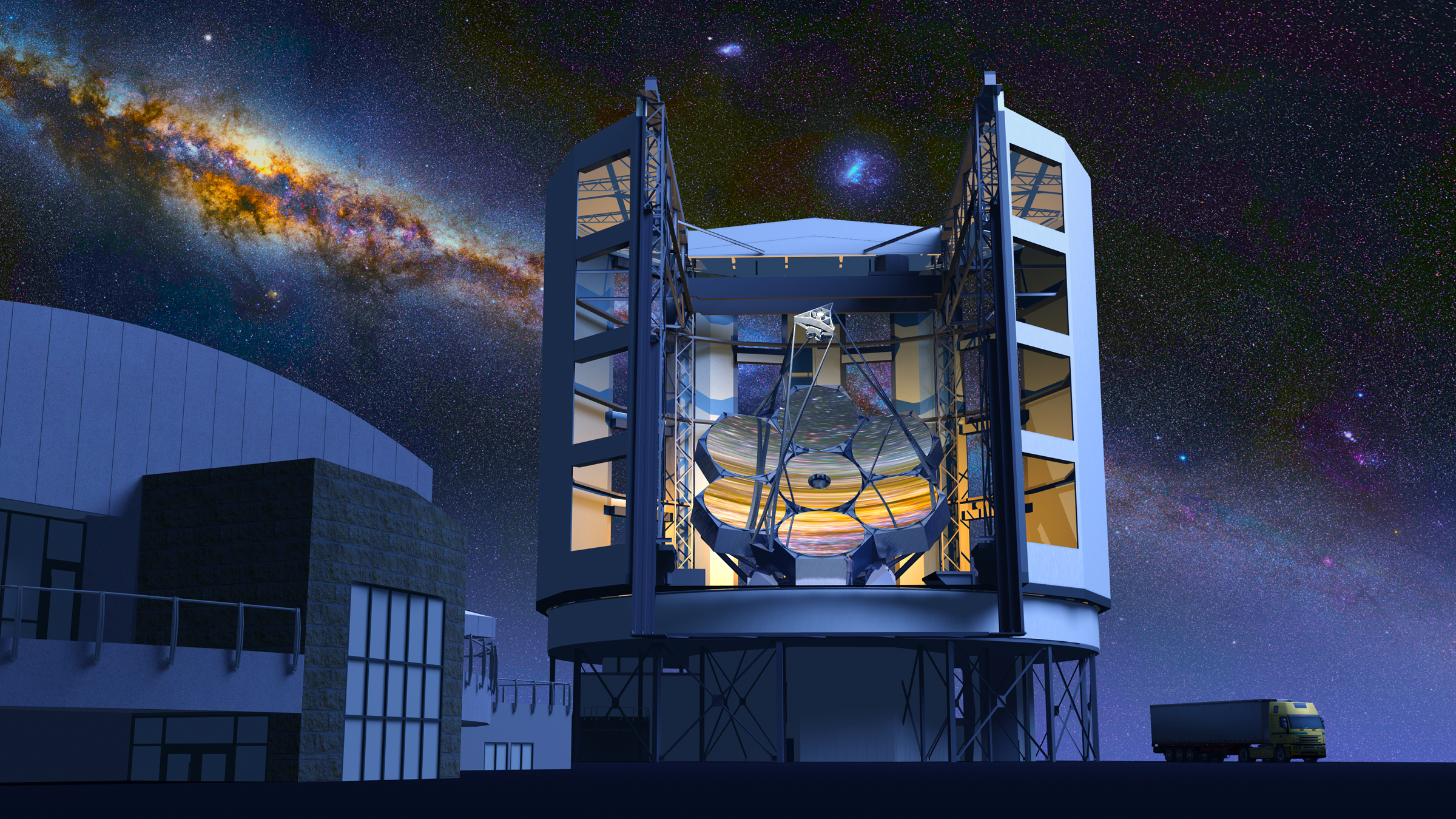
مشروع تلسكوب ماجلان الكبير ، الذي سيكون أكبر تلسكوب ضوئي في العالم.

بمكن الرصد ب «تلسكوب إيريني دو بونت» بالأجهزة الآتية:
- كاميرا CCD مباشرة،
- Wide Field IR كاميرا بحقل متسع لتسجيل الأشعة تحت الحمراء،
- كاميرا CCD >ات مصور واسع الحقل
- مطياف	من نوع Boller & Chivens (مطياف خطي)،
- مطياف إيشيل،
- ModSpec, مطياف، ويمكن استخدامه أيضا على تلسكوب هنريتا-سووبي.

ولتلسكوب هنريتا-سكوبي توجد الأجهزة التالية:
- كاميرا CCD مباشرة،
- كاميرا للأشعة تحت الحمراء من نوع HgCdTe،
- مطياف خطي من نوع ModSpec.

بالإضافة إلى ذلك توجد في موقع المرصد تلسكوب قامت ببنائه جامعة وارسو وتلسكوب 13 بوصة.

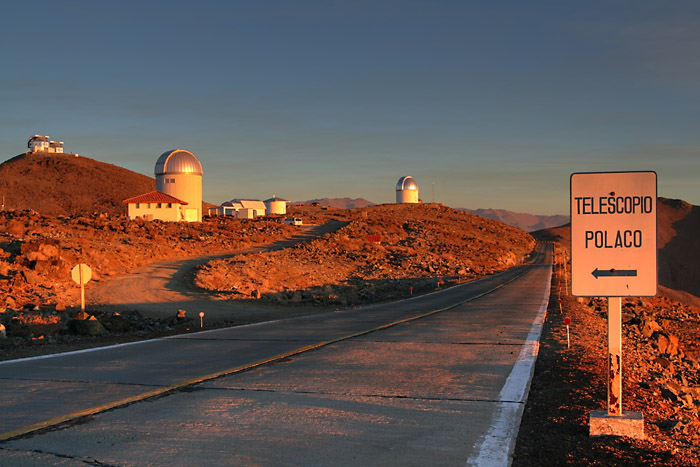
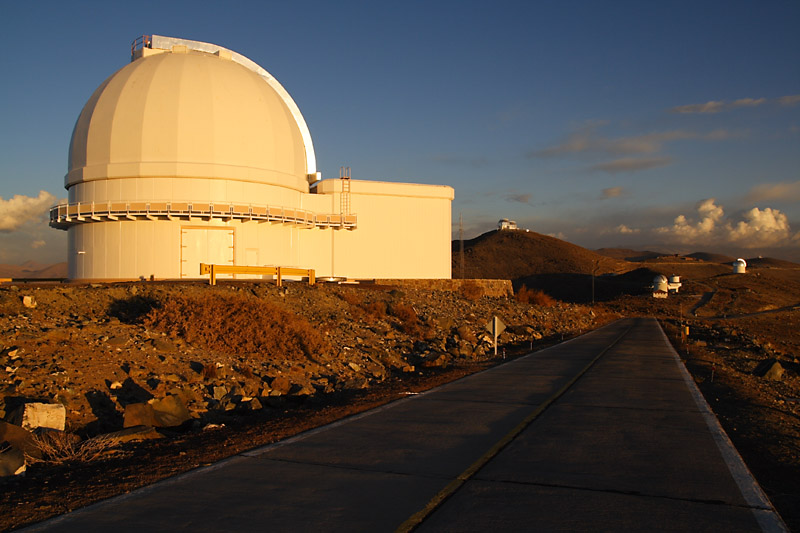
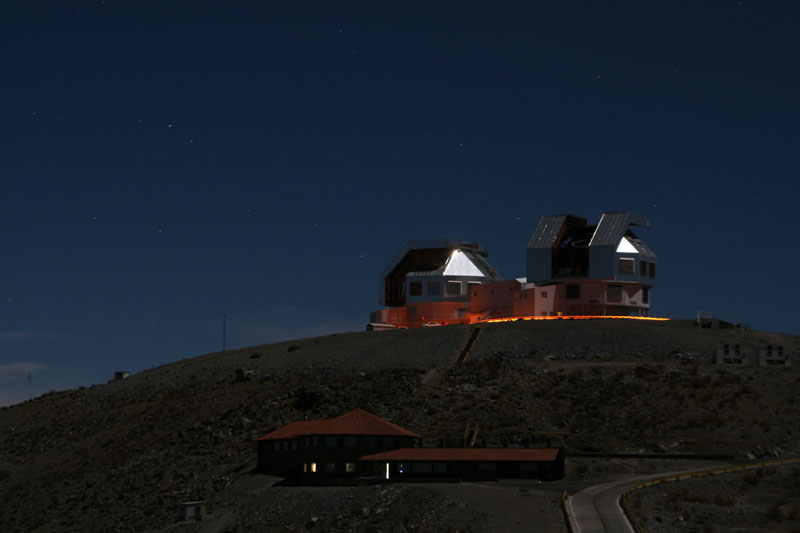
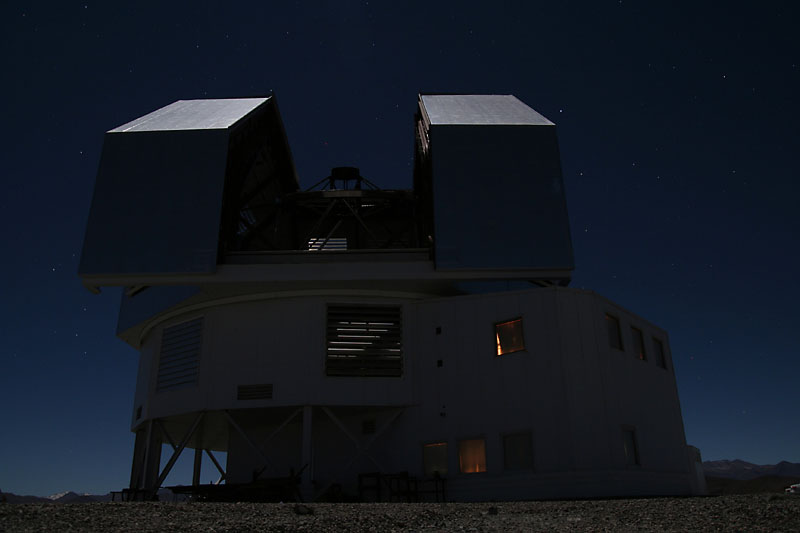
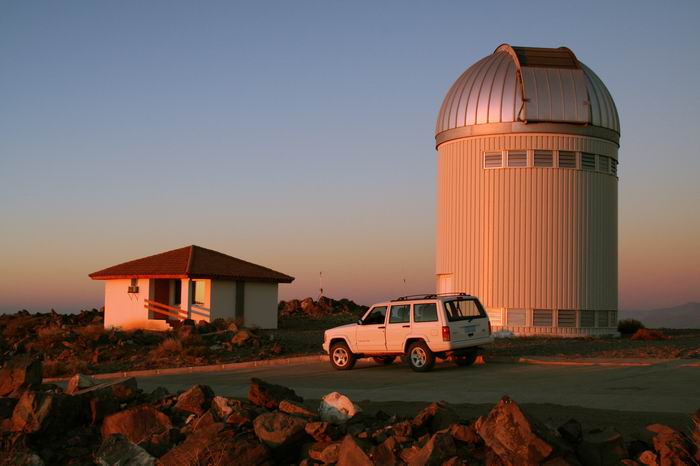
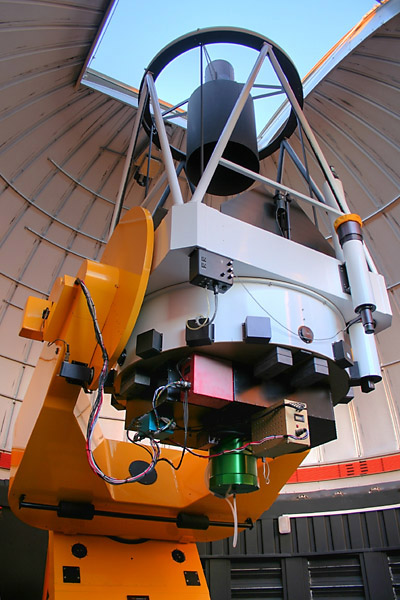
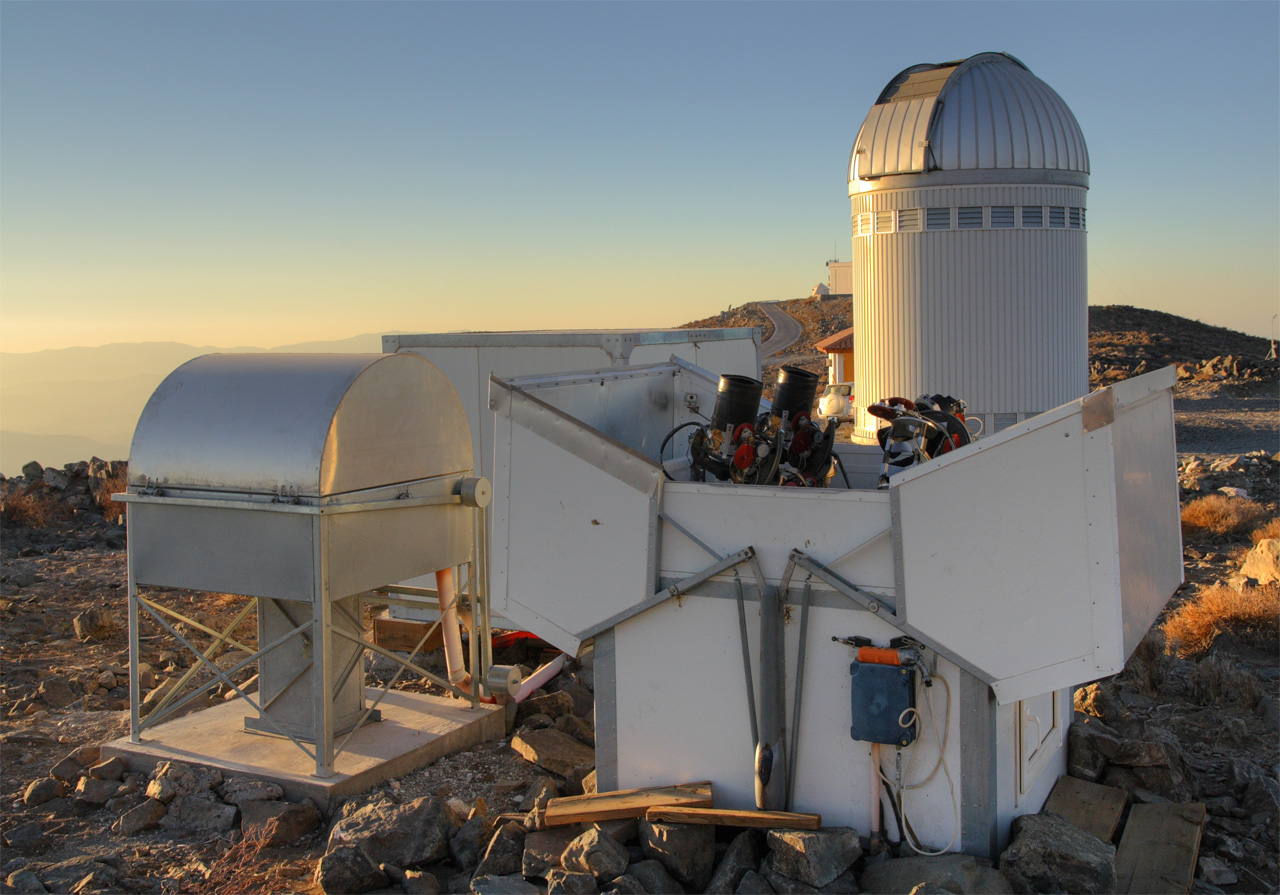

## اقرأ أيضا
| - المرصد الأوروبي الجنوبي - تجربة مستكشف أتاكاما - مقراب سبيتزر الفضائي - مرصد سوبارو | - مقراب جيمس ويب الفضائي - مرصد ديناميكا الشمس - مرصد كيك - مرصد مولارد الراديوي | - مرصد جيميني - مرصد مونا كيا - استشعار عن بعد - مرصد لاساجرا - مرصد القطب الجنوبي 1. 2. 3. 4. |  |